# Sinaida Petrowna Botschanzewa

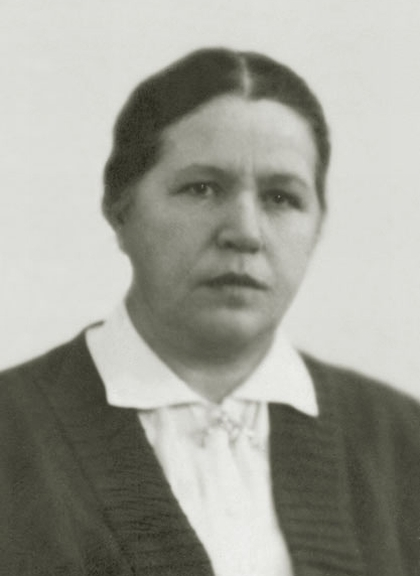
Sinaida Petrowna Botschanzewa

Sinaida Petrowna Botschanzewa (russisch Зинаида Петровна Бочанцева; * 27. Septemberjul. / 10. Oktober 1907greg. in Werny; † 17. August 1973 in Taschkent) war eine sowjetische Botanikerin und Hochschullehrerin.

## Leben
Botschanzewa stammte aus einer kinderreichen Kosakenfamilie. Sie studierte in Taschkent an der Zentralasiatischen Staatlichen Universität (SAGU) in der Biologie-Abteilung mit Abschluss 1930. 1930–1933 nahm sie an den Expeditionen zur Erforschung der Flora Zentralasiens teil. Ihr Lehrer war Alexei Iwanowitsch Wwedenski.
Botschanzewa lehrte und forschte an der SAGU. Ihre Forschungsschwerpunkte waren die Morphologie, Zytologie und Entwicklungsbiologie der Wildpflanzen und vor allem der Tulpen, wodurch sie auf diesem Gebiet eine Pionierin wurde. Sie leitete die zytologische und entwicklungsbiologische Abteilung des Botanischen Gartens der Akademie der Wissenschaften der usbekischen Sozialistischen Sowjetrepublik. Sie kreuzte dekorative natürliche Tulpen miteinander und mit Gartentulpen, um zu äußerst dekorativen Hybriden zu kommen. Für ihre Ergebnisse erhielt sie Gold-, Silber- und Bronzemedaillen der Allrussischen Landwirtschaftsausstellung. Sie war Autorin von mehr als 50 wissenschaftlichen Arbeiten. 1960 verteidigte sie ihre Doktor-Dissertation über die Morphologie, Zytologie und Biologie der Tulpen, die 1962 als Monografie veröffentlicht und 1982 ins Englische übersetzt wurde. 1966 folgte die Ernennung zum Professor.
Botschanzewa beschrieb 6 neue Arten:
- Tulipa vvedenskyi Botschantz
- Tulipa affinis Botschantz
- Tulipa butkovii Botschantz
- Tulipa anadroma Botschantz
- Tulipa tschimganica Botschantz
- Tulipa uzbekistanica Botschantz. & Sharipov

Der Botaniker Wiktor Petrowitsch Botschanzew war ein jüngerer Brüder Botschanzewas.

## Ehrungen, Preise
- Medaille „Für heldenmütige Arbeit im Großen Vaterländischen Krieg 1941–1945“
- Leninorden
- Orden des Roten Banners der Arbeit